# Golfschläger

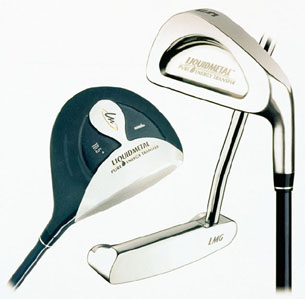
Verschiedene Golfschläger: Holz, Putter und Eisen (nicht maßstabsgerecht, das Holz ist deutlich voluminöser)

Ein Golfschläger ist ein Sportgerät, mit dem beim Golf ein Ball auf den Spielbahnen eines Golfplatzes vom Abschlag bis ins Loch befördert wird.
Jedes „Loch“ eines Golfplatzes hat in der Regel eine andere Länge (d. h. die Entfernung vom Abschlagpunkt zum Zielpunkt, dem eigentlichen Loch, in dem der Golfball am Ende zu liegen kommt) und eine andere Gelände-Charakteristik, so dass der Ball bei jedem Golfschlag unterschiedlich weit und je nach Gelände steil, flach, aufwärts oder abwärts geschlagen werden muss, und deshalb unterschiedliche Anforderungen an die Flugkurven bestehen. Da sich seit Beginn des Golf-Sportes zeigte, dass es einfacher war, verschiedene Schläger zu verwenden, als unterschiedliche Schlagbewegungen zu erlernen, wurde mit der Zeit eine Vielzahl von Schlägern unterschiedlicher Bauart entwickelt.

## Allgemeines
Grundlegende Informationen, deren Kenntnis als Voraussetzung für die Ausübung des Sports an sich betrachtet werden kann, finden sich im Hauptartikel zum Golfsport. Die Schläger unterscheiden sich dabei untereinander durch den Aufbau, den Schlägerloft (Neigung der Schlagfläche) und die Schaftlänge. Im Englischen werden Golfschläger umgangssprachlich oft auch als clubs bezeichnet.
Ein typisches Golfbag eines durchschnittlichen Spielers könnte folgende Schläger beinhalten:
- Holz 1 (auch Driver genannt), Holz 3 (Fairwayholz)
- Hybrid / Rescue 22°
- Eisen 3–9
- Pitching Wedge, Sand Wedge, Lob Wedge
- Putter

Bei vorgabewirksamen Golfrunden darf ein Spieler maximal 14 Schläger mit sich führen, ein Verstoß gegen diese Regel wird mit Strafschlägen bzw. Lochverlusten belegt bis hin zur Disqualifikation, wenn der Verstoß wissentlich geschah. Bei der Zusammenstellung der Schläger ist aber jeder Golfer völlig frei. Man hat bei Profi-Turnieren schon zwei Driver oder vier Wedges in Golfbags gesehen, im Amateurbereich finden sich gelegentlich zwei Putter oder eine Beschränkung auf wenige Eisen zugunsten von mehr Hölzern oder Hybrid/Rescue-Schlägern.
Die Schläger sind auf der Bodenplatte markiert, um das einfache Erkennen in einer Golftasche, in der sie mit dem Kopf nach oben stehen, zu erleichtern. Während die Eisen meist durchnummeriert sind, können sowohl Hölzer als auch Wedges davon abweichen. So kann der Driver mit einer 1 aber auch mit einem D oder der Angabe des Lofts markiert sein. Wedges können sowohl mit P (Pitching Wedge) und S (Sand Wedge) als auch dem Loft markiert werden.
In den Golfregeln werden für Schläger feste Grenzwerte bezüglich Eigenschaften wie Länge, Gewicht oder Form definiert. Gelegentlich werden diese technischen Vorgaben auch geändert, um mit neuen Entwicklungen Schritt zu halten. Zum Beispiel wurden im Jahr 2009 von der R&A und der USGA neue Regeln für „Grooves“ (die horizontalen Rillen auf dem Schlägerblatt) beschlossen: alle Eisen mit 25° Loft oder höher (d. h. etwa vom Eisen 5 aufwärts) dürfen ab 2011 von den Herstellern nur mehr mit weniger aggressiven „Grooves“ produziert werden. Die Rillen dürfen nicht mehr so scharfkantig und nicht mehr so tief sein. Ab 2014 dürfen nur mehr solche Eisen auf der Pro-Tour verwendet werden, ab 2024 gilt diese Regelung auch bei Amateur-Turnieren. Der Grund für diese Regeländerung war eine (statistische) Erkenntnis, dass nämlich die Quote der Fairway-Treffer vom Abschlag keine signifikante Auswirkung auf den Score hatte, da die Spieler mit den bis dato erlaubten Eisen auch aus dem (Semi-)Rough durch die aggressiven Grooves genügend Spin produzieren konnten, um den Ball auf dem Grün zum Halten zu bringen.
Diese Regelungen zur Bauweise bzw. Gestaltung der Golfschläger sind in den offiziellen Golfregeln im Anhang II „Form von Schlägern“ definiert. Siehe auch R&A Equipment Rules für aktuelle Regeln.

## Historische Schlägerbezeichnungen
Früher waren die Schläger nicht durchnummeriert, da es von jedem Typ Schläger zunächst nur eine Ausführung gab. Die klassische Ausstattung im 19. Jahrhundert und davor bestand aus:
- Play Club (Driver)
- Brassie (Holz 2)
- Spoon (Holz 3)
- Mid Iron (Eisen 2)
- Mashie (Eisen 5)
- Niblick (Eisen 9)
- Putter

Später kamen dazu:
- Baffie (Holz 4)
- Cleek (Eisen 1)
- Mid Mashie (Eisen 3)
- Mashie Iron (Eisen 4)
- Spade Mashie (Eisen 6)
- Mashie Niblick (Eisen 7)
- Lofter (Eisen 8)
- Jigger, Pitching Niblick oder Lofting Iron (Wedge)

Die heutigen Entsprechungen in Klammern sind nicht immer genau, beispielsweise konnte ein Jigger durchaus den Loft eines Eisen 4 haben, er wurde jedoch aufgrund seines kurzen Schaftes für Annäherungsschläge benutzt und kommt somit von der Benutzung her einem Wedge nahe.

## Aufbau eines Golfschlägers
Die drei Hauptkomponenten, aus denen ein Golfschläger aufgebaut ist, sind Schlägerkopf, Schaft und Griff. Dazu kommt noch das sogenannte Ferrule, das aber von untergeordneter Bedeutung ist. Der Schlägerkopf hat an der Oberseite das sogenannte Hosel, dies ist das Verbindungsstück, in das der Schaft eingesetzt wird. Fest verbunden werden Schaft und Kopf dann mit einem Klebstoff, in der Regel Epoxidharz. Der Griff wird am anderen Ende des Schaftes mit Hilfe eines Doppelklebebandes aufgezogen. Man verwendet ein leicht verdunstendes Lösungsmittel, um den Griff leichter auf den Schaft zu stecken und um ihn gerade auszurichten. Der Griff darf sich verjüngen, aber an keiner Stelle eine Einwölbung oder Auswölbung aufweisen. Seine Durchmesser dürfen an keiner Stelle größer als 44,45 mm sein.

## Schlägerkopf
Sowohl Hölzer als auch Eisen sind auf der Schlagfläche zumeist mit Rillen versehen, welche als Grooves bezeichnet werden. Sie sollen die Rotationsgeschwindigkeit (den Spin) des Balles erhöhen und im Rough einen besseren Ballkontakt erzielen. Insbesondere beim Driver wird jedoch immer häufiger auf Grooves verzichtet.

### Holz
Hölzer (englisch: woods) werden in der Regel für Schläge vom Abschlag oder Fairway verwendet (seltener bei guter Lage des Balls auch aus dem halbhohen Gras, dem Semi-Rough). Sie zeichnen sich durch einen großen, tropfen- bis birnenförmigen Schlägerkopf aus, der hohl ist und zumeist ein Volumen zwischen 150 und 460 cm³ aufweist. Ursprünglich wurden diese Schläger mit Köpfen und später mit Inlays aus Holz (Persimmon) versehen. Im Laufe der Entwicklung ist das Holz aus den Schlägern verschwunden und heute werden Legierungen von hochwertigen, leichten und elastischen Metallen verwendet (Titan, Aluminium, aber auch Kevlar, Stahl oder Kunststoffe). Zu einem Standardschlägersatz gehören in der Regel drei Hölzer (genannt Holz 1, 3, 5 oder 7). Mit aufsteigender Zahl steigt dabei der Loft, wohingegen Schaftlänge und Volumen des Schlägerkopfes sinken. Üblich sind Lofts zwischen ca. 9 bis 18° (bei reinen Fairway-Hölzern bis zu 25°) bei einer Schaftlänge von ca. 40 bis 45 Zoll.
Schlägerköpfe für Hölzer weisen, gerade beim Driver, eine sehr große Schlagfläche auf. Diese erleichtert es den Ball zu treffen, was besonders beim Abschlag wichtig ist, da hier die höchsten Schwunggeschwindigkeiten und somit auch die größten Ungenauigkeiten erreicht werden. Das große Volumen des Kopfes erlaubt es, den Schwerpunkt nach hinten und unten zu verlagern, was für eine schnell ansteigende Flugkurve sorgt. Moderne Driver werden deshalb oft mit einer Krone aus sehr leichtem Kunststoff gefertigt, so dass prozentual mehr Gewicht in die Bodenplatte gelegt werden kann. Insgesamt wiegt ein Driverkopf etwa 200–210 Gramm, die Fairwayhölzer 3 und 5 sind dann in der Regel um jeweils 10 Gramm schwerer.
Aufgrund der sehr hohen Schlagfläche wird der Driver praktisch nur für Abschläge verwendet, bei denen man den Golfball auf ein Tee legen darf. Nur sehr gute Spieler benutzen in absoluten Ausnahmefällen den Driver auch vom Fairway, da der Ball so nur unterhalb des Sweet Spot (idealer Treffpunkt, liegt auf Höhe des vertikalen Schwerpunkts) getroffen werden kann. Daraus resultiert dann eine sehr niedrige Flugbahn.
Die Fairwayhölzer 3, 5 usw. werden gelegentlich beim Abschlag verwendet und ebenfalls aufgeteet, jedoch niedriger, da sie niedrigere Schlagflächen und somit tiefer liegende Sweet Spots haben als der Driver. Prinzipiell sind Fairwayhölzer jedoch eher für möglichst lange Schläge vom Fairway optimiert.

### Eisen
Die Eisen (englisch: irons) werden für die mittellangen Schläge im Bereich von 70 bis 180 m eingesetzt. Sie haben einen eher trapezförmigen Schlägerkopf, der nur selten komplett hohl ist. Häufig ist er jedoch rückseitig ausgehöhlt oder mit einer Art Delle oder Schlitz versehen. Bei der Herstellung von Schlägerköpfen für Eisen unterscheidet man zwischen geschmiedeten und gegossenen Köpfen. Das Schmieden ist aufgrund der manuellen Arbeit relativ teuer, Schlägerköpfe aus der Massenproduktion werden deshalb gegossen. Die Verfechter von geschmiedeten Köpfen schätzen diese jedoch aufgrund eines subjektiv besseren Schlaggefühls. Üblich sind Lofts zwischen ca. 20° bis 45° bei einer Schaftlänge von ca. 35 bis 39 Zoll.
Bezüglich der Bauform unterscheidet man zwischen Blades und Cavity Backs. Letztere haben eine größere Schlagfläche und eine periphere Gewichtung (meist durch eine ausgehöhlte Rückwand realisiert), was zu einer größeren Fehlerverzeihung führt. Damit ist gemeint, dass nicht exakt mittig getroffene Bälle dennoch kaum an Länge verlieren und vergleichsweise richtungsstabil sind. Blades bieten eine bessere Rückmeldung bei Fehlschlägen.
Eisenschläger bieten im Vergleich zu den Hölzern eine höhere Ballkontrolle und können auch aus schwierigeren Lagen (halbhohes Gras, Semirough) eingesetzt werden. Zu einem Standardschlägersatz gehören die Eisen 3 bis 9, wobei eine höhere Zahl auch einen höheren Loft, aber eine geringere Schaftlänge anzeigt.
Das Eisen 1 ist heutzutage nicht mehr üblich und im Handel auch nur schwer zu bekommen. Das Eisen 2 wird nur noch von wenigen Herstellern produziert. Während vor einigen Jahren Eisenschläger-Sets noch beim Eisen 3 anfingen, findet man heutzutage vermehrt Sets, die mit dem Eisen 4 beginnen. Das Argument der Industrie ist, dass Amateurspieler ohnehin vermehrt zu Hybrid-Schlägern greifen, weil diese einfacher zu spielen sind als lange Eisen. Einige Experten wie Tom Wishon bemängeln hingegen, dass aus Marketinggründen („mit unserem Eisen 7 schlagen Sie länger als mit jedem anderen“) einfach nur die Lofts verringert wurden, so dass ein heutiges Eisen 4 im Grunde mit einem früheren Eisen 2 identisch ist.

### Hybrid- oder Rescue-Schläger
Hybrid- oder Rescue-Schläger (englisch: rescue-Rettung) sind erst mit Beginn des 21. Jahrhunderts aufgekommen und eine Mischung aus Eisen- und Holzschläger. Sie werden zumeist als Ersatz für ein Eisen oder Holz gewählt. Material, Schaftlänge, Loft und Lie-Winkel sind ähnlich denen des entsprechenden Eisens, die Bauform ist hingegen voluminöser und ähnelt oft mehr der eines Holzes. Diese Schlägerart kommt häufig im Semi-Rough und auf dem Fairway zum Einsatz. Ein Hybrid-Schläger bietet einen Kompromiss zwischen der Länge eines Holzes und der Genauigkeit eines Eisens und wird von vielen Spielern als leichter spielbar eingestuft als ein Holz. Üblich sind Lofts von ca. 14° bis 35° bei einer Schaftlänge von ca. 37 bis 41 Zoll.

### Wedges

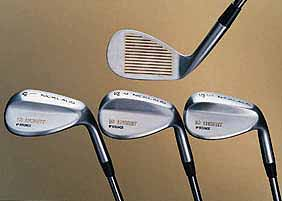
Einige Wedges

Wedges (englisch: wedge-Keil) sind Schläger für die kurzen Schläge rund ums Grün (unter 100 m) oder für schwierige Lagen (Bunker, Gräben, hohes Gras). Sie ähneln in Aufbau und Material den Eisenschlägern, zeichnen sich jedoch durch einen abgerundeten, eher ballonförmigen Schlägerkopf aus. Dieser ist auch häufig weicher als bei den normalen Eisen, um eine höhere Genauigkeit und größere Rückmeldung an den Spieler zu ermöglichen. Üblich sind Lofts von ca. 48° bis 54° für die zu einem Standardsatz gehörenden Pitching und Sand Wedges bei einer Schaftlänge von ca. 34 bis 36 Zoll. Die eher als Spezialschläger anzusehende Gap Wedge soll die Distanzlücke (englisch: gap-Lücke, Kluft) zwischen der Pitching Wedge und der Sand Wedge schließen und liegt auch im Loft dazwischen, während die Lob Wedge mit einem Loft von bis zu 68° für kurze Annäherungsschläge, aus dem Sand oder zur Überwindung hoher Hindernisse aus kurzer Distanz und meist schwierigen Lagen verwendet wird.

#### Pitching Wedge
Ein Pitching Wedge wird oft für Annäherungsschläge auf das Grün oder bei Schlägen aus einem Bunker verwendet. Die Entfernung hierbei beträgt zwischen 20 und 100 Metern. Durch seinen flachen Schlägerkopf vollzieht der geschlagene Ball eine hohe Flugkurve. Nach dem Aufkommen rollt der Ball kaum weiter – man spricht hierbei von einem „Drop-and-Stop“. Hierbei entsteht häufig eine Pitchmarke, die mittels einer Pitchgabel ausgebessert werden sollte.
Ein Pitching Wedge hat eine Gradzahl von 42 bis 49 und steht in der Reihenfolge zwischen dem 9er Eisen und dem Sandwedge.

#### Gap Wedge
Als Gap-Wedge (GW) wird ein Golfschläger (Eisen) bezeichnet, der die Lücke zwischen Pitching-Wedge und Sand-Wedge füllt. Man findet hierfür auch des Öfteren die Bezeichnung Approach Wedge (AW). Weitere Bezeichnungen oder Abkürzungen die z. B. auf Schlägern aufgeprägt sind: G, 50°, 52°, G, Gap, A. etc.
Durch den Einsatz neuer Materialien und Fertigungstechnologien in der Schlägerherstellung wie beispielsweise Cavity-Back und Schwerpunktverlagerung in die Sohle des Schlägerkopfes wurde es im Laufe der 1990er Jahre auch für Freizeitspieler möglich, eine hohe Präzision der Schläge zu erzielen. Gleichzeitig wurden die Lofts steiler, um größere Längen zu ermöglichen. Dies hatte zur Folge, dass der Loft der Pitching-Wedge von ca. 50° in den 1980er Jahren auf 40° bis 44° reduziert und damit der Abstand zur Sand-Wedge mit 54° bis 58° Loft stark vergrößert wurde. Diese Lücke (englisch: gap) wird durch die Gap-Wedge mit einem Loft zwischen 48° und 52° geschlossen.

#### Sand Wedge
Ein Sand-Wedge (von engl. sand wedge, dt. etwa „Sandkeil“) ist ein Golfschläger für Schläge aus dem Sandbunker heraus. Sand-Wedges haben einen hohen Loft mit ca. 56° und verfügen über einen Bounce von 12 bis 16°, das bedeutet eine gegen die Schlagrichtung ansteigende Schlägersohle, die wie ein Ski das Eingraben im Sand vermindern soll.
Das Sand-Wedge wird auch häufig für Annäherungsschläge außerhalb des Sandbunkers verwendet, wenn eine hohe Flugbahn des Balles erzielt werden soll, wie z. B. beim Pitchen. Auch im tiefen Rough wird oft zu diesem Golfschläger gegriffen, da er sich für solch schwierige Lagen aufgrund des hohen Lofts besonders gut eignet. Das Sand-Wedge eignet sich jedoch weniger für extrem harten Boden, da die Sohle dort aufgrund des hohen Bounce-Winkels abprallt und der Ball dann oft unkontrolliert mit der Kante getroffen wird.

#### Lob Wedge
Ein Lob Wedge ist ein Golfschläger für sehr kurze, aber hohe Schläge, oder für Schläge aus dem tiefen Rough heraus.
Lob Wedges haben einen starken Loft mit ca. 58° bis 64°. Sie verfügen über einen geringeren Bounce (normalerweise ca. 6°) als das Sand Wedge, da das Eingraben ins Rough mit der scharfen Schlägervorderkante erwünscht ist. Aufgrund des sehr hohen Lofts besteht aber die Gefahr, unter dem Ball hindurch zu schlagen, weshalb das Lob Wedge in der Regel nur von fortgeschrittenen Spielern beherrscht wird.

#### Chipper
Ein Chipper ist ein Golfschläger für sehr kurze Schläge auf das Grün, welcher zu der Gruppe der Wedges zählt. Er erleichtert das Chippen wesentlich, dafür entfällt die Möglichkeit, die Länge des Chips durch Auswahl eines Schlägers mit mehr oder weniger Loft zu variieren.

### Putter

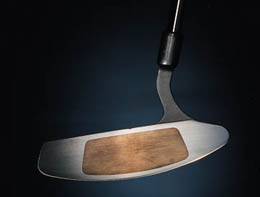
Putter mit Insert (Einsatz) in der Schlagfläche

Der Putter wird für das Spiel auf dem Grün, manchmal auch auf dem Vorgrün, verwendet. Im Gegensatz zu allen anderen Schlägern wird hier nicht der Flug des Balls angestrebt, sondern der zielgerichtete Lauf auf dem Untergrund. Beim Putter sind sehr unterschiedliche Bauformen möglich, da der Schläger so langsam geschwungen wird, dass es weniger physikalische Einschränkungen gibt als bei den anderen Schlägern. Insofern ist es möglich, mit dem Putter einen besonderen optischen Akzent zu setzen, ohne das Spielverhalten zu beeinträchtigen. Gemeinsam ist allen Puttern jedoch die senkrechte oder nahezu senkrechte Schlagfläche (80° bis 90°), da nur so ein gleichmäßiges Rollverhalten des Balles erreicht werden kann. Der Putter ist besonders wichtig, da er öfter als jeder andere Schläger benutzt wird (der Par-Standard geht von zwei Putts pro Spielbahn aus), dennoch findet sich in nahezu jedem Satz nur ein einziger Putter.

## Schaft

### Allgemeines
Die Schäfte bestehen mit Ausnahme einiger weniger Exoten aus Stahl oder aus kohlenstofffaserverstärktem Kunststoff (in der Regel als Graphit bezeichnet).
Bei Stahl entsteht aufgrund des hohen Gewichts eine starke Rückmeldung. Es werden also die Vibrationen, die durch den Kontakt zwischen Ball, Schläger und Boden hervorgerufen werden, an den Spieler weitergeleitet. Diese Rückmeldungen sind manchen Golfern sehr wichtig, da sie daraus Informationen über die Qualität des Schlags und damit Verbesserungspotential gewinnen. Andere empfinden die Vibrationen als unangenehm und greifen deshalb lieber zu Graphitschäften, die diese in einem gewissen Maße abdämpfen können. Es gibt jedoch auch spezielle Schaftfüllungen, die diese Dämpfung unabhängig vom Material des Schaftes erreichen.
Da Graphitschäfte meist wesentlich leichter sind als Stahlschäfte, können sie bei gleichem Krafteinsatz stärker beschleunigt werden, was dann zu längeren Schlägen führen kann. Spieler, die ihre Schlagweiten als zu gering empfinden, greifen daher oft zu Graphit – andere wiederum glauben, dass sie mit Stahlschäften eine größere Genauigkeit erreichen können. Bei Graphitschäften der ersten Generation gab es messtechnisch nachweisbare Probleme in dieser Hinsicht, bei neueren Schäften konnte bisher kein grundsätzlicher Unterschied in der Präzision beider Materialien nachgewiesen werden.
Es kommt durchaus vor, dass zwei verschiedene Golfer mit ein und demselben Schläger ganz unterschiedlich weit schlagen. Der wichtigste Faktor für die Länge eines Schlages ist die sogenannte Schlägerkopfgeschwindigkeit, also die Geschwindigkeit, die der Kopf im Treffmoment hat. Sie wird in Miles per hour (mph, Meilen pro Stunde) gemessen. Profis erreichen mit dem Driver im Schnitt 110 bis 115 mph, die meisten Amateure liegen deutlich darunter. Um für die jeweilige Schlägerkopfgeschwindigkeit, die ein Spieler erzeugt, eine optimale Übersetzung zu erreichen, ist es wichtig, dass die Steifigkeit des Schaftes dazu passt. Dieser sogenannte Flex des Schaftes muss bei höheren Geschwindigkeiten tendenziell härter sein, da ein zu weicher Schaft unkontrollierbar wäre. Dem gegenüber wird bei niedrigeren Geschwindigkeiten zumeist ein weicherer Flex benötigt, damit überhaupt ein Katapulteffekt entstehen kann.
In der Vermarktung wird der sogenannte L-Flex für Frauen empfohlen, der A-Flex für langsam schwingende Herren und Senioren, der R-Flex für den durchschnittlich spielenden Herren, der S-Flex für sportlich schwingende Herren und der X-Flex für Longhitter. Allerdings handelt es sich bei diesen Designationen nur um ein Marketingkonzept, denn ein diesbezüglicher technischer Standard existiert nicht. Insofern sind die angegebenen Flex-Werte verschiedener Hersteller nicht vergleichbar.

### Besonderheiten beim Putter

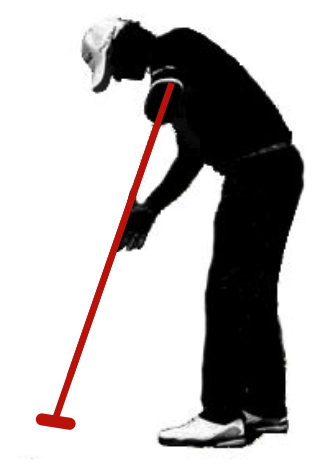
Broomstick-Putter

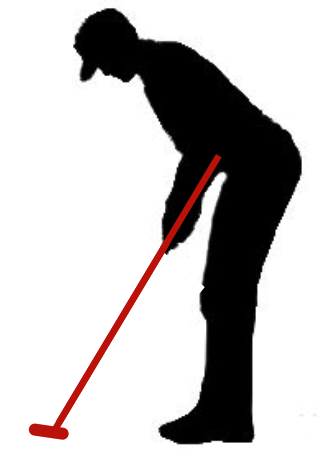
Belly-Putter

Der Schaft eines Putters besteht fast immer aus Stahl. Die meisten Golfer verwenden Putter mit einer normalen Schaftlänge von 33 bis 35 Zoll. Diese Putter werden mit beiden Händen gegriffen und frei geschwungen.
Es gibt jedoch auch die sogenannten Belly-Putter, hier hat der Schaft eine Länge um die 43 Zoll. Beim Belly-Putter wird das obere Ende des Griffes mit einer Hand an die Brust oder an den Bauch gepresst, während die andere Hand weiter unten greift.
Noch länger ist der Broomstick-Putter, er liegt bei 48 Zoll und wird am Kinn angesetzt.
Der Vorteil der verlängerten Putter ist, dass man den Schläger nur noch mit einer Hand pendelt. Den traditionellen Putter hält man dagegen mit beiden Händen fest und läuft so Gefahr, durch ein leichtes Zucken oder Verreißen den Schlag unsauber auszuführen. Wenn dieses Zucken regelmäßig auftritt, so spricht man von den Yips. Ein bekanntes Yips-Opfer ist Bernhard Langer, der deshalb seit vielen Jahren schon einen Broomstick-Putter spielt. Das Verankern dieser langen Putter am Körper war bis Ende 2015 für Turniere zugelassen. Seitdem muss die Hand mit einem Abstand vom Körper entfernt gehalten werden. Bernhard Langer entschloss sich dennoch den Broomstick-Putter weiter zu benutzen, wodurch er kurzzeitig stark in der Kritik stand.
Eine nicht mehr verwendete Putter-Art ist der Stymie-Putter, der bis in die 1950er Jahre benutzt wurde, als man einen fremden Ball, der in der eigenen Putt-Linie lag, nicht aufheben durfte. Er war speziell so konstruiert, dass man über einen im Weg liegenden Ball chippen konnte.

## Griff
Neben Schlägerkopf und Schaft ist der Griff der dritte Bestandteil eines Golfschlägers. Da er die Verbindung zwischen Sportler und Sportgerät darstellt, sind die wichtigsten Eigenschaften eines Griffes seine Rutschfestigkeit, gerade auch bei nassem Wetter, sowie das subjektive Spielgefühl, das er dem Golfer vermittelt. Früher wurden Griffe ausschließlich aus Leder gefertigt, heute kommen die unterschiedlichsten gummihaltigen Kunststoffe zum Einsatz. Die Reinigung eines Golfgriffes geschieht heute demnach mit feinem Schleifpapier und Reifenreinigern für Sportwägen. Diese lösen den Gummi leicht an, wodurch er rutschfest wird.

## Ferrule
Hierbei handelt es sich um eine kleine Plastikhülse, die an der Stelle auf den Schaft geschoben wird, wo dieser aus dem Schlägerkopf austritt. Ohne Ferrule wäre der Übergang zwischen Hosel und Schaft sehr abrupt, insoweit hat es zunächst einmal eine optische Funktion. Es gibt aber auch Indizien, die für eine höhere Bruchfestigkeit gerade bei Graphitschäften sprechen, wenn diese mit einem Ferrule versehen sind.

## Golfschläger-Fitting

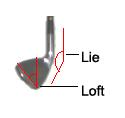
Winkel am Schlägerkopf

Wichtig bei der Schlägerwahl ist, dass die Schläger zu den Körpermaßen des Spielers passen. Standardschlägern, wie man sie in jedem Geschäft kaufen kann, liegen statistische Durchschnittsdaten zugrunde, die im Einzelfall mehr oder weniger genau zutreffen. Je nach Anspruch des Spielers an sein Material kann ein statisches oder zusätzlich ein dynamisches Fitting durchgeführt werden.
Beim statischen Fitting wird zur Bestimmung einer optimalen Schaftlänge üblicherweise der Abstand vom Handgelenk zum Boden als Bemessungsgrundlage genommen. Zur Bestimmung der Griffdicke misst man die Länge der Finger.
Beim dynamischen Fitting wird ein Golfsimulator-Videosystem eingesetzt, bei dem dann auch dynamische Parameter wie Körperhaltung, Beweglichkeit, Schwungebene und Schlägerkopfgeschwindigkeit in die Bestimmung des optimalen Schlägersatzes einfließen. Außerdem werden zur Bestimmung des optimalen Lie-Winkels mehrere Golfschläge auf einer speziellen Matte ausgeführt. Durch Abdrücke der Schlägersohle auf dieser Matte wird dann angezeigt, welcher Lie-Winkel benötigt wird, damit die Sohle gerade in den Boden eintritt (und nicht mit Spitze oder Ferse zuerst).